# 9-я пехотная дивизия (Франция)
9-я пехотная дивизия (фр. 9e division d'infanterie) — пехотная дивизия Франции периода наполеоновских войн.

## Подчинение и номер дивизии
- 9-я пехотная дивизия Эльбского обсервационного корпуса (25 декабря 1811 года);
- 3-я пехотная дивизия 2-го Эльбского обсервационного корпуса (10 января 1812 года);
- 9-я пехотная дивизия 2-го армейского корпуса Великой Армии (1 апреля 1812 года);
- 2-я пехотная дивизия 1-го Рейнского обсервационного корпуса (15 февраля 1813 года);
- 9-я пехотная дивизия 3-го армейского корпуса Великой Армии (12 марта 1813 года).

## Состав дивизии
на июнь 1812 года:
- командир — дивизионный генерал Пьер Мерль
- начальник штаба — полковник штаба Борелли
- 1-я бригада (командир — бригадный генерал Франсуа Аме)
  - 3-й временный Кроатский полк пехоты
  - 4-й Швейцарский полк пехоты
- 2-я бригада (командир — бригадный генерал Жак Саветтье де Кандра)
  - 1-й Швейцарский полк пехоты
  - 2-й Швейцарский полк пехоты
- 3-я бригада (командир — бригадный генерал Луи Кутар)
  - 123-й полк линейной пехоты
  - 3-й Швейцарский полк пехоты
    - Всего: 9900 человек, 16 батальонов, 26 орудий[1]

на октябрь 1813 года:
- командир — дивизионный генерал Антуан Дельма
- 1-я бригада (командир — бригадный генерал Этьен Эстев)
  - 2-й временный полк лёгкой пехоты
  - 29-й полк лёгкой пехоты
  - 136-й полк линейной пехоты
- 2-я бригада (командир — бригадный генерал Пьер Матали де Маран)
  - 138-й полк линейной пехоты
  - 145-й полк линейной пехоты
    - Всего: 4800 человек, 13 батальонов, 12 орудий[2]

## Командование дивизии

### Командиры дивизии
- дивизионный генерал Огюстен Бельяр (25 декабря 1811 – 12 июня 1812)
- дивизионный генерал Пьер Мерль (12 июня 1812 – 24 октября 1812)
- бригадный генерал Франсуа Аме (24 октября 1812 – 4 ноября 1812)
- дивизионный генерал Пьер Мерль (4 ноября 1812 – 9 февраля 1813)
- дивизионный генерал Антуан Бренье (9 февраля 1813 – 4 мая 1813)
- дивизионный генерал Антуан Дельма (4 мая 1813 – 18 октября 1813)
- бригадный генерал Этьен Эстев (18 октября 1813 – 7 ноября 1813)